# 福島市立平野小学校
福島市立平野小学校（ふくしましりつ ひらの しょうがっこう）は、福島県福島市にある公立小学校である。

## 概要
福島市北部の飯坂地区南部、飯坂町平野周辺を通学区域とし、福島県道3号福島飯坂線沿いに位置する。2020年5月1日現在、20学級455名の児童が在籍する。校章は当校を医王寺の「虎の尾の松」の松葉で取り囲んだものである。校歌は清水延晴作詞、紺野五郎作曲のものである。西側に隣接してひらの幼稚園が併設されている。

## 沿革
- 1874年6月1日 - 学校創立。後に自治体合併、学制改革を経て信夫郡飯坂町立平野小学校となる。
- 1964年1月 - 飯坂町が福島市に編入され、福島市立平野小学校となる。
- 1985年2月28日 - 現在の北側校舎（RC造二階建）が竣工する。
- 1986年1月22日 - 現在の南側校舎（RC造三階建）が一部竣工する。
- 1987年1月31日 - 現在の南側校舎が竣工する。
- 1999年10月20日 - 屋内運動場が竣工する。

## 教育方針
教育目標
- 「至誠敬愛」の精神をふまえ，品位と判断力・実践力があり、かがやく瞳をもつ児童の育成
  - 体をきたえ　命を大切にする子ども
  - 礼儀正しく思いやりのある子ども
  - 自ら学びよく考える子ども

## 学校行事
| - 4月 - 5月 - 6月 | - 7月 - 8月 - 9月 | - 10月 - 11月 - 12月 | - 1月 - 2月 - 3月 |

## 通学区域
- 飯坂地域
  - 飯坂町平野（福島市立飯坂小学校通学区域を除く）
- 北信地域
  - 南矢野目（字地蔵田、地蔵田前、番城前、中道、三角田、館野）

## 進学先中学校
- 福島市立平野中学校[3]

## 学区 / 校区内の主な施設
- 国道13号
- 福島県道3号福島飯坂線
- 福島交通飯坂線
  - 平野駅
  - 医王寺前駅
- 東北自動車道福島飯坂インターチェンジ
- 福島県農業総合センター果樹研究所

## 交通
- 福島交通飯坂線平野駅より徒歩約7分[4]。